# Énergie en Lettonie

La carte montre les différentes zones avec le même prix au comptant de l'électricité pour la région nordique à l'hiver 2015. La Norvège compte actuellement cinq zones d'appel d'offres, la Suède est subdivisée en quatre (Malmö, Stockholm, Luleå et Sundsvall), le Danemark est divisé en Danemark oriental et occidental., tandis que la Finlande, l'Estonie, la Lituanie et la Lettonie ne sont pas divisées.

La consommation d'énergie en Lettonie était de 2,176 tonnes équivalent-pétrole par an et par habitant en 2014 toutes énergies confondues. Cette même année c'est 40,2 % du total de l'énergie consommée dans le pays qui était d’origine renouvelable, ce taux est monté à 41,3 % en 2018.
En 2014, la Lettonie a importé 45,2 % de l'énergie consommée dans le pays.

## Gaz naturel
Le terminal flottant de Klaipėda en Lituanie, permettant l'importation de gaz naturel liquéfié (GNL) afin de ne plus dépendre du gaz russe, fournit 100 % des besoins lituaniens et une partie des besoins de la Lettonie et de l'Estonie. Le site de stockage d'Inčukalns, un des plus grands d'Europe en raison de la spécificité géologique du sol letton, est de plus en plus alimenté en gaz provenant de Klaipeda, mais un goulet d'étranglement au niveau du réseau reliant ces deux installations oblige la Lettonie à importer du gaz russe pour environ 70 % de ses besoins. Par ailleurs, le gazoduc bidirectionnel Balticconnector, ouvert fin 2019 avec le cofinancement de l'Union européenne (UE), permet de transférer du gaz entre l'Estonie et la Finlande. Enfin, un projet d'installation d'un terminal flottant pour GNL dans le port estonien de Paldiski est envisagé ; les installations à terre devraient être prêtes dès l'automne 2022. Mais la demande pour ce genre de terminal flottant est très forte et l'incertitude politique demeurera tant que l'Estonie, la Lettonie et la Finlande, également désireuse de réduire sa dépendance en gaz russe, n'auront pas trouvé un accord sur un site et sur son financement.

## Énergies renouvelables
En 2017, la part des sources renouvelables dans la consommation finale de la Lettonie atteignait 39 %.

## Secteur électrique
La consommation d'énergie électrique a connue une forte chute après la chute de l'URSS passant de 3 396 kWh par habitant et par an en 1990 à 1 973 kWh en 1994. La consommation a ensuite significativement augmenter depuis 2000 pour atteindre 3 507 kWh en 2014.
La Lettonie a produit, en 2002, 4 547 GWh d'électricité, qui provenait à 70,9 % d'énergies hydroélectriques et à 29,1 % d'énergies fossiles. Le pays a consommé la même année 5 829 GWh, en exportant 1 100 GWh d'électricité et en important 2 700 GWh. Jusqu'au 31 décembre 2009, la Lettonie possédait comme principale source énergétique, la centrale nucléaire d'Ignalina, dont la fermeture s'est faite sur la demande de l'Union européenne. Un projet de remplacement de cette centrale est à l'étude en Lituanie, avec la centrale nucléaire de Visaginas.

## Émissions deCO2
Le pays a émit 7,63 millions de tonnes de CO2 soit une nette diminution par rapport à 1990 où les émissions s'élevait à 18,78 millions de tonnes. Dans le même temps les émissions de CO2 par habitant ont diminué de 7,052 tonnes en 1990 à 3,959 tonnes en 2018. 